# Jean Laudet
Jean Maurice Laudet (Nevers, 5 agosto 1930) è un ex canoista francese.

## Palmarès
- Giochi olimpici

Helsinki 1952: oro nel C2 10000 metri.